# Государство Свободный Ливан
Государство Свободный Ливан было непризнанным государством на юге Ливана. 18 апреля 1979 года ливанский военный офицер Саад Хаддад провозгласил независимость Свободного Ливана от самой южной территории Ливана в разгар гражданской войны в Ливане. Хаддад был командующим-основателем армии Южного Ливана, целью которого было отстаивать интересы христиан-маронитов Ливана во время конфликта. Свободный Ливан не был признан международным сообществом, но получил поддержку от Израиля: между странами был подписан рабочий союз на время Ливанской войны.

## История
Провозглашение государства было объявлено 18 апреля 1979 года.
Существование Свободного Ливана зависело от израильской материально-технической и военной поддержки, что фактически делало его сателлитом Израиля. Свободный Ливан в течение нескольких лет функционировал как полунезависимый орган власти на Юге Ливана, находясь в полном политическом разобщении с международно признанным ливанским правительством в Бейруте. Правительство Свободного Ливана под руководством Хаддада так и не смогло получить международного признания. После смерти президента Свободного Ливана в 1984 году, государство начало постепенно терять поддержку и способность контролировать собственную территорию. В период после смерти Саада Хаддада, маронитское правление продолжалось в форме администрации пояса безопасности Южного Ливана во главе которого стоял христианский маронит Антуан Лахад. После вывода израильских войск из Южного Ливана 24 мая 2000 года, правительство пояса безопасности в конечном итоге рухнуло.

## Государственное устройство
Государственное устройство государства Свободный Ливан, созданного Саадом Хаддадом, базировалось на принципе равного представительства всех религиозных конфессий. Представителям христиан, мусульман и друзов гарантировались равные права.

## Вооружённые силы
Вооружённые силы сыграли ключевую роль в короткой истории государства. На начальных этапах своего формирования они насчитывали не более 600 человек. Со временем за счет призыва населения подконтрольных территорий, поступления на службу иностранных наемников и добровольцев, а также материально-технического обеспечения Израилем, армия становилась шире. К концу своего существования, армия южного Ливана насчитывала около 2,5 тысяч солдат.

## Физико-географические характеристики
Южный Ливан входит в регион Южного Леванта, который находится на восточном побережье Средиземного моря. На востоке, юго-востоке и юго-западе он граничит с Сирийской, Аравийской и Синайской пустынями соответственно. Река Литани на юге Ливана обычно считается разделительной линией между Южным Левантом и Северным Левантом. Рельеф преимущественно горный и холмистый. Два крупных горных массива — хребет Ливан и горы Антиливан и Эш-Шейх — протянулись с юга на север в северо-восточной части Ливана, между ними лежит долина Бекаа. По большей части климат Южного Ливана засушливый или полузасушливый, однако на узкой полосе вдоль побережья преобладает умеренный средиземноморский климат из-за близости к морю.

## Международно-правовое признание
Свободному Ливану не удалось добиться признания ни от одного государства, за исключением неофициального признания государством Израиль. Страна действительно пользовалась определённой поддержкой со стороны американских евангелистов, которые часто встречались с президентом Свободного Ливана Саадом Хаддадом во время телевизионных поездок по Святой Земле.

## Экономика и финансы
Начало «Хорошего забора» совпадает с началом гражданской войны в Ливане в 1976 году и поддержкой Израилем преимущественно маронитских ополченцев на юге Ливана в их борьбе с ООП. С 1977 года Израиль позволял маронитам и их союзникам находить работу в Израиле и оказывал помощь в экспорте их товаров через израильский портовый город Хайфу. Основным пограничным переходом, через который перевозились товары и рабочие, были Ворота Фатимы недалеко от Метулы. Это обеспечило необходимую экономическую стабильность администрации Свободного Ливана и более поздней администрации Южного Ливана.

## Средства массовой информации
В течение первых двух лет войны в Ливане Саад Хаддад возглавлял христианскую радиостанцию «Голос надежды», изначально созданную и финансируемую Джорджем Отисом из High Adventure Ministries. «Голос надежды» был создан как благотворительная организация для помощи христианскому анклаву в Южном Ливане, но быстро стал политизированным, когда Хаддад использовал его для политических выпадов против своих многочисленных врагов.
«Хай Адвенчер» позиционировала себя как единственную частную радиостанцию на Ближнем Востоке, транслирующую Евангелие, но её послание часто было запятнано необходимостью сотрудничества с ополчением Хадаада, поскольку её работа зависела от его защиты и власти, что приводило к очень любопытному сочетанию уроков из Священного Писания и политических комментариев, которые сотрудники радиостанции не могли контролировать или регулировать.
Опираясь на положительные отзывы о «Голосе надежды», в 1982 году Пэт Робертсон основал первое зарубежное отделение своей Христианской вещательной сети, известное как «Ближневосточное телевидение», и назначил ответственным своего сына Тима. Несмотря на то, что резня в Сабре и Шатиле привела к кратковременному разрыву отношений между американцами и Хаддадом, CBN и «Голос надежды» продолжали бесперебойное вещание до конца «Свободного Ливана» и до тех пор, пока Израиль не прекратил оккупацию в 2000 году.